# Druskieniki (stacja kolejowa)
Druskieniki (lit. Druskininkai, ros. Друскининкай) – zlikwidowana stacja kolejowa w miejscowości Druskieniki, w rejonie druskienickim, w okręgu olickim, na Litwie.
Kolej do Druskienik dochodziła z Białoruskiej SRR, a Druskieniki były stacją krańcową. Odcinek linii na Litwie do granicy państwowej z Białorusią został zlikwidowany w 2002 r. Tym samym likwidacji uległa stacja. Budynek stacyjny obecnie wykorzystywany jest jako centrum turystyczne, a plac jako kemping.